# Plumularia altitheca
Plumularia altitheca är en nässeldjursart som beskrevs av Nutting 1900. Plumularia altitheca ingår i släktet Plumularia och familjen Plumulariidae. Inga underarter finns listade i Catalogue of Life.